# Майстерня (фільм)
«Майстерня» (фр. L'Atelier) — французький фільм-драма 2017 року, поставлений режисером Лораном Канте. Світова прем'єра стрічки відбулася 22 травня 2017 на 70-му Каннському міжнародному кінофестивалі, де вона брала участь в програмі «Особливий погляд» .

## Сюжет
2016 рік, Ла-Сьйота, південь Франції. Антуан потрапив до числа молодих людей, відібраних для написання трилера в рамках літньої літературної майстерні. Творчий процес, яким керує досвідчений письменник Олівія, обернений в індустріальне минуле, тоді як Антуана більше турбують проблеми сучасного світу. Юнак вступає в жорсткий конфлікт з групою і викладачем. Олівія украй стривожена агресією Антуана, але в той же час — зачарована нею.

## У ролях
| • Марина Фоїс     | … | Олівія Дузазе́     |
| • Матьє Люччі     | … | Антуан            |
| • Флоріан Божон   | … | Етьєн             |
| • Мамаду Думбія   | … | Буба              |
| • Мелісса Жильбер | … | Лола              |
| • Варда Рамаш     | … | Маліка            |
| • Жульєн Сув      | … | Бенжамен          |
| • Іссам Тальбі    | … | Фаді              |
| • Олів'є Туре     | … | Тедді Шова, кузен |
| • Шарлі Бард      | … | Джессіка          |

## Знімальна група
- Автори сценарію — Робен Кампійо, Лоран Канте
- Режисер-постановник — Лоран Канте
- Продюсер — Деніс Фрейд
- Оператор — П'єр Мілон
- Композитори — Едуар Понс, Бедіс Тір
- Монтаж — Матильда Мюар
- Художник-постановник — Серж Боргель
- Художник з костюмів — Аньєс Джудічеллі
- Підбір акторів — Марі Канте, Сара Тепер

## Нагороди та номінації
| Список нагород та номінацій         | Список нагород та номінацій | Список нагород та номінацій               | Список нагород та номінацій | Список нагород та номінацій | Список нагород та номінацій |
| Кінопремія                          | Рік                         | Категорія                                 | Номінант(и)                 | Результат                   | Дж                          |
| ----------------------------------- | --------------------------- | ----------------------------------------- | --------------------------- | --------------------------- | --------------------------- |
| Каннський міжнародний кінофестиваль | 2017                        | Премія «Особливий погляд»                 | Майстерня                   | Номінація                   |                             |
| Міжнародний кінофестиваль у Чикаго  | 2017                        | Золотий Г'юго за найкращий художній фільм | Майстерня                   | Номінація                   |                             |
| Премія «Люм'єр»                     | 5.02.2017                   | Найкращий режисер                         | Лоран Канте                 | Номінація                   | [ 3 ]                       |
| Премія «Люм'єр»                     | 5.02.2017                   | Багатонадійний актор                      | Матьє Люччі                 | Номінація                   | [ 3 ]                       |
| Премія «Сезар»                      | 2.03.2018                   | Найкраща акторка                          | Марина Фоїс                 | Номінація                   | [ 4 ]                       |